# Объединённая прогрессивная партия
Объединённая прогрессивная партия — левая политическая партия в Республике Корея, существовавшая в 2011—2014 годах.

## История
Партия была основана 5 декабря 2011 года посредством слияния Демократической рабочей партии, Партии народного участия и одной из фракций Новой прогрессивной партии.
Объединённая прогрессивная партия предложила союз Объединённой демократической партии, которая отклонила предложение. На парламентских выборах 2012 года партия получила 13 мест их 300.
19 декабря 2014 года партия распущена решением Конституционного суда Кореи (8 голосами против 1). В решении суда сказано, что стремления Объединенной прогрессивной партии установить в стране социализм северокорейского образца противоречит демократическим основам южнокорейского общества.